# Desiré Wilson
Desiré Anthea Randall, coniugata Wilson (Brakpan, 26 novembre 1953), è un'ex pilota automobilistica sudafricana.

## Carriera
Corse la prima gara di Formula 1, anche se non valida per il mondiale,  nel 1979, la Race of Champions, in cui giunse nona con una Tyrrell della Melchester Racing. In stagione corre in Formula Aurora cogliendo buoni piazzamenti (quattro volte terza), e il settimo posto finale.
Nel 1980 corre con vetture sport. Terza alla prima corsa, si aggiudica due prestigiose gare: la 6 Ore di Monza, e la 6 Ore di Silverstone. Arriva settima alla 24 Ore di Le Mans. Viene ingaggiata nello stesso anno per correre il gran premio di Gran Bretagna con una Williams-Ford Cosworth della Brands Hatch Racing, senza qualificarsi. In quella annata si aggiudica la corsa di Brands Hatch del 7 aprile, della Formula Aurora, diventando così la prima donna a imporsi in una gara con vetture di Formula 1. Conquista in stagione anche un secondo e un terzo posto, e il sesto posto finale in classifica.
L'anno seguente prende parte al Gran Premio del Sudafrica con una Tyrrell ufficiale, ma la gara non è giudicata valida per il mondiale.  Fino al 1984, partecipa a qualche gara per vetture sport, sfiorando il podio per due volte alla 1000 km di Brands Hatch nel 1982 e nel 1984. Conquista un settimo posto alla 24 Ore di Le Mans nel 1983.
Dal 1983, per due stagioni, la Wilson corre nel campionato CART. Nel primo anno arriva a punti una volta, decima a Cleveland. Dopo un anno sabbatico ritorna alle corse di vetture sport nel 1986, proseguendo fino al 1991.

## Risultati in F1
| 1980 | Scuderia | Vettura |  |  |  |  |  |  |  |    |  |  |  |  |  |  |  |  |  | Punti | Pos. |
| ---- | -------- | ------- |  |  |  |  |  |  |  | -- |  |  |  |  |  |  |  |  |  | ----- | ---- |
| 1980 | Williams | FW07    |  |  |  |  |  |  |  | NQ |  |  |  |  |  |  |  |  |  | 0     |      |

| Legenda | 1º posto     | 2º posto | 3º posto    | A punti         | Senza punti/Non class.  | Grassetto – Pole position Corsivo – Giro più veloce |
| Legenda | Squalificato | Ritirato | Non partito | Non qualificato | Solo prove/Terzo pilota | Grassetto – Pole position Corsivo – Giro più veloce |